# Univerza v New Yorku
Univerza v New Yorku (angleško New York University, kratica NYU) je zasebna univerza s sedežem v mestu New York, Združene države Amerike. Sestavlja jo 18 šol, kolidžev in inštitutov, ki se nahajajo na šestih lokacijah na Manhattnu in v Brooklynu, nekatere pa imajo enote tudi v tujini - v Afriki, Aziji, Evropi in Južni Ameriki.
Študentsko naselje z 12.500 stanovalci je eno največjih med ameriškimi univerzami in največje med zasebnimi univerzami. Posebnost študentskega naselja oz. celotne univerze je, da nima jasno razmejenega ozemlja (kampusa) in je tako neločljiv del mesta New York; študentski domovi so tako v preurejenih stanovanjskih blokih ali nekdanjih hotelih v različnih delih mesta in do leta 2008 so prireditve ob zaključku študijskega leta potekale v Washington Square Parku, ki je javni prostor. Povezanost z mestom odraža neuradni slogan, »v mestu in mestna« (»in and of the city«), hkrati pa občasno sproža konflikte s prebivalci sosesk, kjer univerza načrtuje ali izvaja intenzivne širitve.
NYU se po akademskih dosežkih uvršča med najuglednejše svetovne univerze. Tu je študiralo ali poučevalo 33 Nobelovih nagrajencev, med njimi Mohamed El Baradej, Severo Ochoa in Francis Crick, trije Abelovi nagrajenci, 10 prejemnikov nacionalne medalje znanosti, 16 Pulitzerjevih nagrajencev ter dobitniki oskarjev, emmyjev, grammyjev in tonyjev. 
Univerzitetne športne ekipe imajo vzdevek The Violets (vijoličasti), njihova zaščitna barvna shema je »NYU vijolična« in bela. Maskota je rdečerjavi ris. Skupaj jih je 19.

## Zgodovina
Albert Gallatin in James Madison sta leta 1830 razglasila svojo zamisel o ustanovitvi sistema racionalne in praktične izobrazbe, ki bi vsem ustrezala in bila tudi odprta za vse. Odločitev o ustanovitvi univerze, ki bi se zgledovala po Univerzi v Londonu, so leta 1830 sprejeli delegati na tridnevni »literarni in znanstveni konvenciji« v New Yorku. Mesto in zvezna država New York sta zavrnila financiranje, zato so ustanovitelji zbrali sredstva sami in ustanovili zasebno univerzo. Čeprav so pripadali evangeličnim Prezbiterijancem, so jo proglasili za versko neopredeljeno, kar je bila med tedanjimi izobraževalnimi ustanovami izjema. Zvezna oblast je 21. aprila 1831 potrdila statut in registrirala ustanovo pod imenom Univerza mesta New York (University of the City of New York).
Šele leta 1896 se je uradno preimenovala v NYU, čeprav je bila že od samega začetka znana pod tem imenom. Leta 1832 so se začela prva predavanja v najetih sobah štirinadstropne stavbe Clinton Hall, ki se nahaja blizu mestne hiše. Leta 1835 je bila ustanovljena pravna fakulteta kot prva fakulteta newyorške univerze. NYU je bila izvoljena v Združenje ameriških univerz leta 1950.
Čeprav je NYU imela kampus na Washington Squareu že od ustanovitve, je zaradi prevelikega števila študentov leta 1894 kupila kampus na University Heights v Bronxu. Ker je bil novi kampus veliko prostornejši, je bila večina administracije skupaj s kolidžem za družboslovje in naravoslovjem ter fakulteto za inženirstvo premeščena tja. Vseeno pa so dodiplomske fakultete ostale na Washington Squareu. Leta 1935 je univerza ustanovila »Nassau College-Hofstra Memorial of New York University at Hempstead, Long Island«, ki je kasneje postala v celoti samostojna Hofstra University.
V poznih 60. in zgodnjih 70. letih je finančna kriza zajela tudi NYU. Zaradi bojazni bankrota je takratni rektor James McNaughton Hester leta 1973 prodal kampus University Heights Mestni univerzi New Yorka. V 1980. letih je NYU pod vodstvom Johna Brademasa začela s kampanjo vredno milijardo dolarjev, ki je bila porabljena skoraj v celoti za posodobitev objektov. Gradnja je bila dokončana v 10 letih, namesto v predvidenih 15. Leta 2003 pa je John Sexton začel 2,5-milijardno kampanjo namenjeno samo akademskemu osebju in skladom finančne pomoči.